# Aladageri, Hirekerur
Aladageri là một làng thuộc tehsil Hirekerur, huyện Haveri, bang Karnataka, Ấn Độ.